# Trolleybus de Liège
 (décembre 2019).
Le trolleybus de Liège est un ancien réseau de trolleybus qui desservait la ville de Liège et sa banlieue entre 1930 et 1971.

## Histoire
La première ligne (n°20) est mise en service en remplacement du tramway de Cointe en 1930.
| Infrastructure |                                                               |
|                | Dépôt, installation technique ou voyageurs (stations, gares). |
|                | Voie de service ou de fret.                                   |
| Lignes         |                                                               |
|                | Autobus                                                       |
|                | Métro                                                         |
|                | Tramway à traction autonome (diesel, vapeur...)               |
|                | Tramway à traction électrique                                 |
|                | Trolleybus                                                    |
| 15(18)         | Ligne (service partiel, prolongé ou variante)                 |

Les dernières lignes sont remplacées par des autobus en 1971.

## Lignes
| Indice | Itinéraire                   | Ouverture | Fermeture |
| ------ | ---------------------------- | --------- | --------- |
| 10     | Liège - Fléron               | 1954      | 1971      |
| 12     | Liège - Loncin               | 1956      | 1971      |
| 20     | Liège - Cointe               | 1930      | 1968      |
| 21     | Liège - Laveu                | 1934      | ?         |
| 22     | Liège - Burenville           | 1934      | 1968      |
| 23     | Liège Guillemins - La Batte  | 1934      | 1939      |
| 24     | Liège - Thier                | 1930      | 1965      |
| 25     | Liège - Ougrée               | 1934      | 1966      |
| 26     | Liège - Angleur              | 1936      | 1963      |
| 27     | Liège - Ougrée               | 1937      | 1965      |
| 28     | Liège - Angleur              | 1937      | 1961      |
| 29     | Liège - Chênée               | 1938      | 1969      |
| 30     | Liège - Embourg              | ?         | 1955      |
| 31     | Liège - Trooz                | ?         | 1961      |
| 32     | Liège - Vaux-sous-Chêvremont | 1938      | 1969      |
| 33     | Liège - Vaux-sous-Chêvremont | ?         | ?         |
| 35     | Liège - Robermont            | 1937      | 1969      |
| 36     | Liège - Cathédrale Naniot    | 1939      | 1964      |
| 38     | Liège - Wandre               | ?         | 1962      |

## Matériel roulant
| Illustration | Modèle                   | Nombre | Numéros | Mise en service | Réforme | Remarques             |
| ------------ | ------------------------ | ------ | ------- | --------------- | ------- | --------------------- |
|              | Ransomes (T30)           | 5      | 401-405 | 1930            |         |                       |
|              | Ransomes (T31)           | 1      | 406     | 1931            |         |                       |
|              | Vétra CS48               | 1      | 407     | 1932            | 1933    | Véhicule pour essais. |
|              | FN TB I (T32)            | 30     | 407-436 | 1933            |         |                       |
|              | FN TB II (T36)           | 48     | 437-484 | 1937-1938       |         |                       |
|              | FN TB IV/1 (T38/1)       | 10     | 485-494 | 1939            |         |                       |
|              | Brossel Paul d'Heure CEB | 6      | 495-500 | 1940            |         |                       |
|              | FN TB IV/2 (T38/2)       | 18     | 501-518 | 1941-1942       | 1969    |                       |
|              | FN TB V (T48)            | 1      | 519     | 1949            | 1963    | Prototype.            |
|              | FN TB VI (T54)           | 30     | 520-549 | 1954            | 1971    |                       |
|              | FN TB VB (T57)           | 1      | 550     | 1957            | 1971    |                       |